# Мусталіти
Мусталіти (араб. مستعلي‎), (Бохра, Протоісмаїліти) — ісмаїлітська секта, що сформувалася в 1094-1095 роках у результаті призначення фатимідським халіфом Мустансиром своїм наступником не старшого сина Абу Мансур Нізара, а молодшого Абу аль Касим Ахмада. Прихильники Абу Мансур Нізара оголосили його істинним халіфом, утворивши секту нізаритів. Прихильники Абу аль Касим Ахмада сформували секту мусталітів.
Мусталіти стали поміркованою гілкою ісмаїлізму, створивши свої поселення в Єгипті. У ХІ ст. більшість мусталітів емігрувала до Індії. Після падіння Фатімідського халіфату духовний центр мусталітів перемістився до Ємену, а на початку XVIII ст. до Індії. 